# Bolidenvägen
Bolidenvägen, i Skellefteå, är en av stadens större genomfartsleder.
Tidigare var den riksväg 95 och därmed den viktigaste genomfartsleden västerut innan man byggde ut Järnvägsleden. Bolidenvägen börjar vid centrums västra ände, passerar stadsdelarna Prästbordet, Brännan, Degerbyn och Mobacken. Längst ut i väster slutar gatan i en korsning, där man kan ta av mot antingen Mobacken, fortsätta rakt fram mot Myckle och Medle eller svänga av mot nuvarande riksväg 95.